# Der Marquis von Keith
Der Marquis von Keith ist ein Schauspiel von Frank Wedekind, das am 11. Oktober 1901 im Residenztheater in Berlin uraufgeführt wurde. Wie die meisten Stücke Wedekinds behandelt es die Doppelmoral in der bürgerlichen Gesellschaft, den Widerspruch zwischen Moral und Genuss. Wie bei anderen Wedekind-Stücken war auch Der Marquis von Keith im Deutschen Reich häufig durch die Zensur bedroht.

## Handlung
Der „Marquis von Keith“ versucht als eingefleischter Genießer, Zyniker und Außenseiter in der Gesellschaft ohne eigenes finanzielles Polster auszukommen. Durch zwielichtiges Finanzgebaren versucht er es zu Anerkennung in der von ihm verachteten bürgerlichem Gesellschaft zu bringen.
Sein mangelndes Talent, mit Kapital umzugehen, ist evident, trotzdem rettet er sich vor dem Ruin durch Betrügereien. Als sein Antipode fungiert der arrivierte Moralist Ernst Scholz. Scholz hat versehentlich gleichfalls etwas auf dem Kerbholz. Er will aus jener Gesellschaft, nach der Keith strebt, ausbrechen. Keith und Scholz bleiben beide auf der Strecke.